# 千葉県立柏特別支援学校
千葉県立柏特別支援学校は、千葉県柏市に所在する特別支援学校。知的障害教育部門と病弱教育部門を併置しており、学部は小学部と中学部を設置している。千葉県立流山高等学校内に「流山分教室」が設けられている。

## 概要
小学部・中学部において、普通学級および重複学級を設置している。通学区域は柏市北部および流山市である。
流山分教室は千葉県立流山高等学校の校内に設置されており、定員は1学年8名である。通学対象は千葉県全域であり、生徒は公共交通機関を利用し自力通学している。
教育課程では、「園芸コース」「縫製コース」の両方を3年間で経験するカリキュラムが組まれている。地域での販売会や「事務・物流グループ」「飲食・スーパーグループ」に分かれた職業実習のほか、流山高等学校の生徒と行事などを通じた共同学習も実施されている。

## 沿革
- 1980年2月13日 - 千葉県臨時教育委員会議にて、千葉県立柏養護学校の設置が承認される[3]
- 1980年3月26日 - 校地造成開始
- 1980年8月20日 - 第一期工事着工
- 1980年9月23日 - 校地造成竣工
- 1980年10月16日 - 開設準備委員会発令（3名任命）
- 1981年3月10日 - 第一期工事竣工（管理棟・教室棟2,119m²）
- 1981年4月1日 - 初代校長 小川玉城ほか職員33名が着任
- 1981年4月7日 - スクールバス中型2台納車
- 1981年4月8日 - 入学式および始業式（小学部10学級、中学部5学級、児童生徒数76名、職員34名）
- 1981年5月22日 - 開校式挙行
- 1982年4月1日 - 高等部2学級認可（児童生徒96名）
- 1982年4月15日 - 学校給食開始
- 1982年6月1日 - スクールバス中型1台追加納車（3コースで運行）
- 1985年3月22日 - 陶芸用窯場完成
- 1986年3月19日 - エレベーター設置完了
- 1986年8月30日 - 避難・訓練用スロープ完成
- 1988年4月1日 - 文部省より「適正就学推進研究指定校」に指定（1年間）
- 1989年3月31日 - 千葉県立野田養護学校分離（生徒35名、職員9名が転出）
- 1990年11月17日 - 創立10周年記念式典
- 1993年1月7日 - 教育用コンピューター4台導入
- 1994年1月17日 - 校庭グラウンド整備（排水設備・芝貼り替え）完了
- 1994年3月31日 - 全教室黒板貼り替え、給食棟屋根塗装
- 1996年3月21日 - アスレチック・小型遊具設置
- 1999年1月1日 - 文部省より「就業促進に関する調査研究指定校」（2年間）
- 1999年9月17日 - 就学指導地方研究協議会場
- 2000年2月1日 - 調査研究発表会
- 2000年10月7日 - 創立20周年記念式典
- 2001年2月3日 - 第1回県民ミニ集会
- 2003年4月1日 - 文部科学省「教育相談体系化推進事業」開始
- 2005年4月1日 - 「自閉症に応じた教育的支援」研究協力校（3年間）
- 2005年11月1日 - 千葉県教育功労賞団体賞 受賞
- 2006年4月1日 - 特別支援教育体制推進事業 指定（1年間）
- 2007年2月9日 - 研究中間報告会
- 2007年4月1日 - 校名を「千葉県立柏特別支援学校」に変更
- 2007年11月2日 - 第38回博報賞（特別支援教育部門）受賞
- 2008年2月14日 - 研究最終報告会
- 2008年4月1日 - 「発達障害支援・特別支援教育総合推進事業」指定
- 2008年11月20日 - PTAが文部科学大臣表彰受賞
- 2009年4月1日 - 流山分教室（高等部普通科職業コース）を開設、センター機能推進研究指定
- 2010年10月30日 - 創立30周年記念式典
- 2012年4月1日 - 災害時福祉避難所協定を柏市と締結
- 2013年10月24日 - 歯科保健活動 優良賞受賞
- 2014年4月1日 - 「性に関する指導」の研究指定
- 2015年4月1日 - 同研究（2年目）、学区変更によりつくし特別支援学校へ10名転校
- 2019年4月1日 - 道徳教育の研究指定（1年目）
- 2020年4月1日 - 東葛飾地区特別支援学校 開設準備委員会設立、創立40周年記念誌作成
- 2021年4月1日 - 病弱・通級指導教室 開設、新校開設準備室を流山高等学園第2キャンパス内に設置
- 2022年4月1日 - 高等部が千葉県立東葛の森特別支援学校に分離移転

## スクールバスコース
- 柏コース[4]
- 柏中央コース
- 柏東コース
- 北柏コース
- 南柏コース
- 流山中央コース
- 流山東コース
- 流山南コース
- 流山北コース
- おおたかの森コース
- マイクロ南コース
- マイクロ柏コース

## 歴代校長
| 代数   | 氏名        | 就任年月日               |
| ------ | ----------- | ------------------------ |
| 初代   | 小川 玉城   | 昭和56年4月1日（1981年） |
| 第2代  | 伊藤 裕三   | 昭和59年4月1日（1984年） |
| 第3代  | 上野 順一   | 昭和61年4月1日（1986年） |
| 第4代  | 小谷 勝一   | 平成2年4月1日（1990年）  |
| 第5代  | 竹田 治     | 平成4年4月1日（1992年）  |
| 第6代  | 高橋 英吉   | 平成8年4月1日（1996年）  |
| 第7代  | 西崎 攻司   | 平成9年4月1日（1997年）  |
| 第8代  | 織原 勝二郎 | 平成12年4月1日（2000年） |
| 第9代  | 関 博之     | 平成14年4月1日（2002年） |
| 第10代 | 木下 潤     | 平成16年4月1日（2004年） |
| 第11代 | 菱沼 正     | 平成19年4月1日（2007年） |
| 第12代 | 河野 昌永   | 平成22年4月1日（2010年） |
| 第13代 | 岩井 隆典   | 平成25年4月1日（2013年） |
| 第14代 | 近藤 明紀   | 平成28年4月1日（2016年） |
| 第15代 | 砂川 博延   | 平成30年4月1日（2018年） |
| 第16代 | 小柴 明人   | 令和2年4月1日（2020年）  |
| 第17代 | 嶋田 克巳   | 令和6年4月1日（2024年）  |

## 所在地
本校
〒277-0872　千葉県柏市十余二418-5
流山分教室
〒270-0114　千葉県流山市東初石2-98（流山高校内）

## アクセス
本校
- JR柏駅西口より、東武バス「柏の葉公園」行きまたは「国立がんセンター」行きに乗車し、「十余二」バス停下車、徒歩5分

流山分教室
- 東武アーバンパークライン「初石駅」より徒歩8分